# NGC 2589
NGC 2589 is een niet-bestaand object in het sterrenbeeld Waterslang. Het hemelobject werd op 13 februari 1887 ontdekt door de Amerikaanse astronoom Lewis A. Swift.